# Заводське (Чернігівський район)
Заводське — село в Україні, у Добрянській селищній громаді Чернігівського району Чернігівської області. Населення становить 97 осіб. До 2019 орган місцевого самоврядування — Олешнянська сільська рада.

## Історія
Чернігівська обласна рада рішенням від 28 березня 2014 року у Ріпкинському районі віднесла селище Заводське Олешнянської сільради до категорії сіл.
12 червня 2020 року, відповідно до розпорядження Кабінету Міністрів України № 730-р «Про визначення адміністративних центрів та затвердження територій територіальних громад Чернігівської області», увійшло до складу Добрянської селищної громади.
19 липня 2020 року, в результаті адміністративно - територіальної реформи та ліквідації Ріпкинського району, село увійшло до складу Чернігівського району Чернігівської області.
22 червня 2023 року рішенням Національної комісії зі стандартів державної мови віднесено до списку населених пунктів, які можуть не відповідати лексичним нормам української мови, зокрема стосуватися російської імперської політики (російської колоніальної політики). Громаді рекомендовано обґрунтувати доцільність збереження поточної назви або запропонувати нову назву в установленому законодавством порядку.

## Населення
Згідно з переписом УРСР 1989 року чисельність наявного населення селища становила 155 осіб, з яких 73 чоловіки та 82 жінки.
За переписом населення України 2001 року в селищі мешкало 95 осіб.

### Мова
Розподіл населення за рідною мовою за даними перепису 2001 року:
| Мова       | Відсоток |
| ---------- | -------- |
| українська | 95,88 %  |
| білоруська | 2,06 %   |
| російська  | 2,06 %   |

## Голубі озера
За 500 м на захід від селища розташовані Голубі озера і найбільше Велике озеро, на які літом приїздять на відпочинок місцеві жителі. В той же час на схід від селища (200-300 м) розташовані кілька малих озер. Озера утворилися із піщаних кар'єрів.

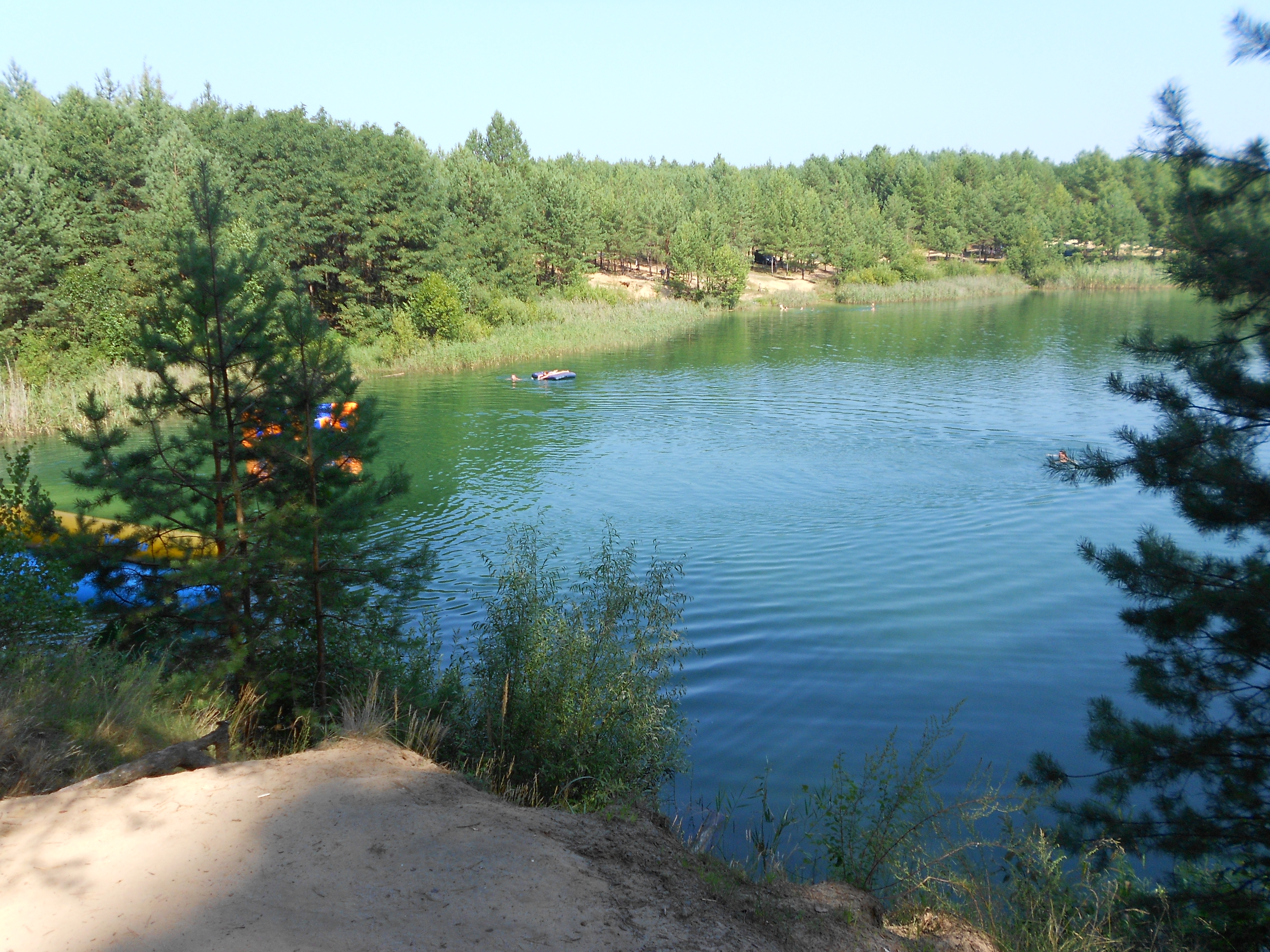
озеро Велике, Голубі озера, 2013, Чернігівщина, станція Грибова Рудня
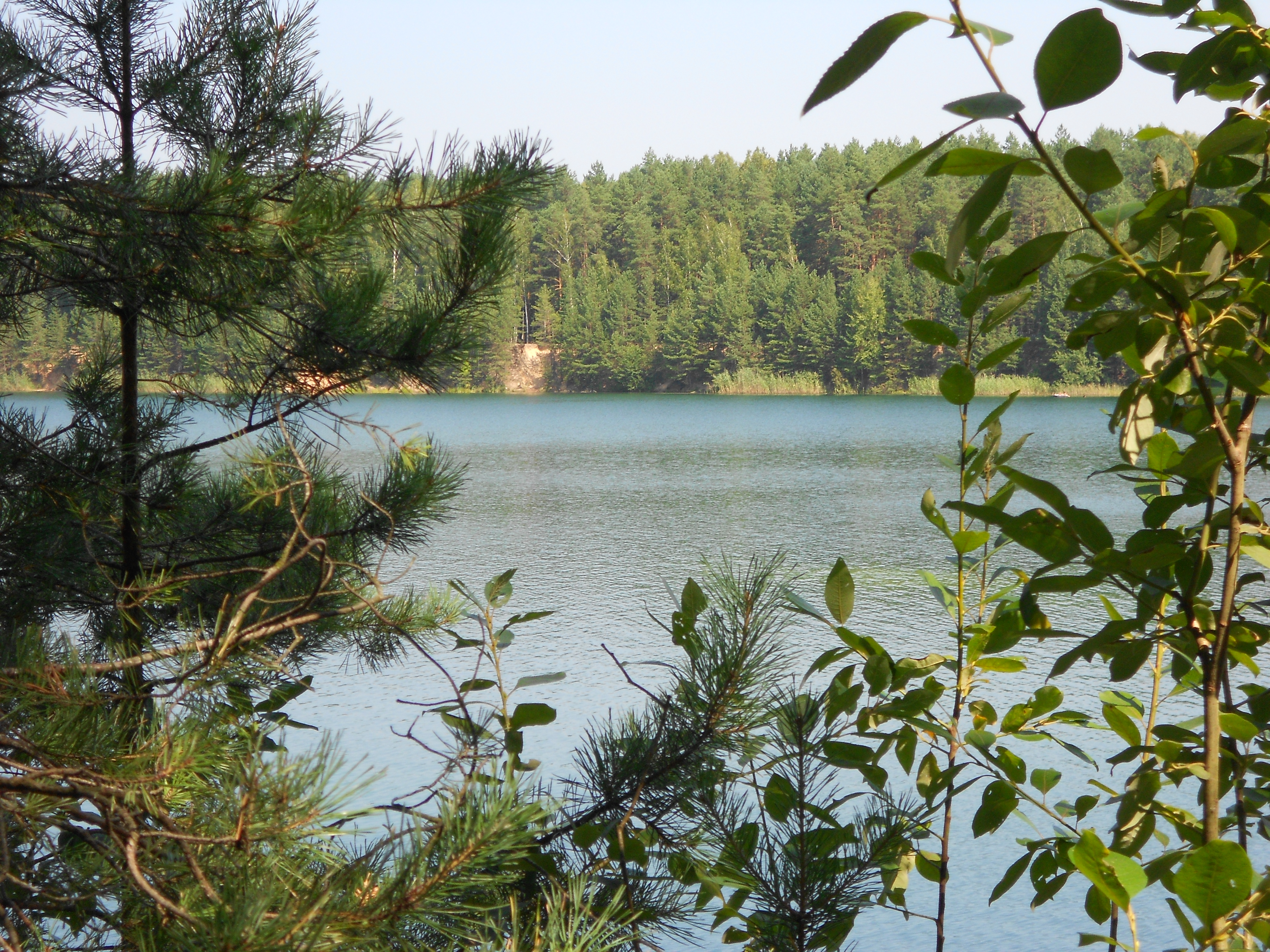
центр озера
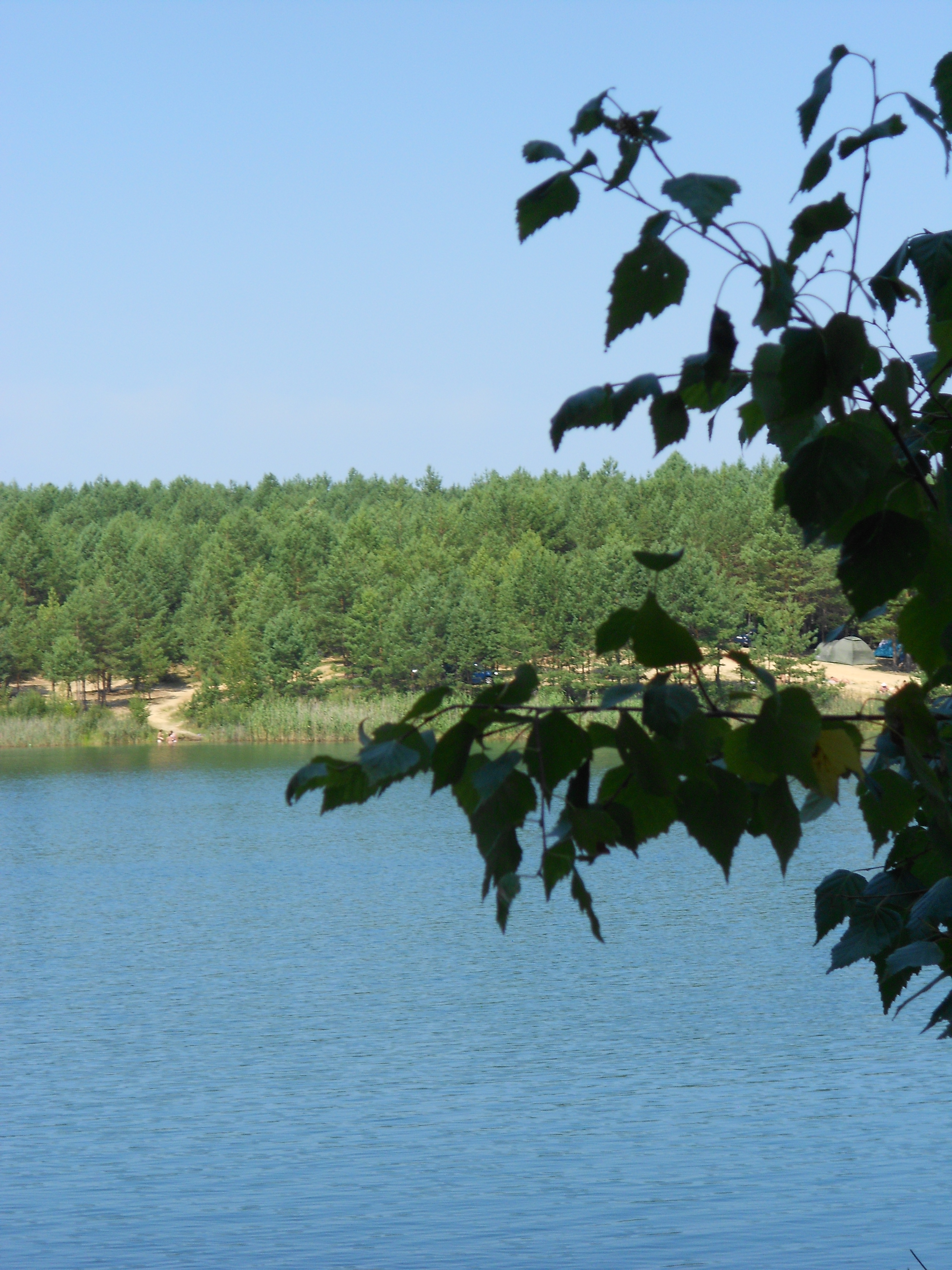
центр озера
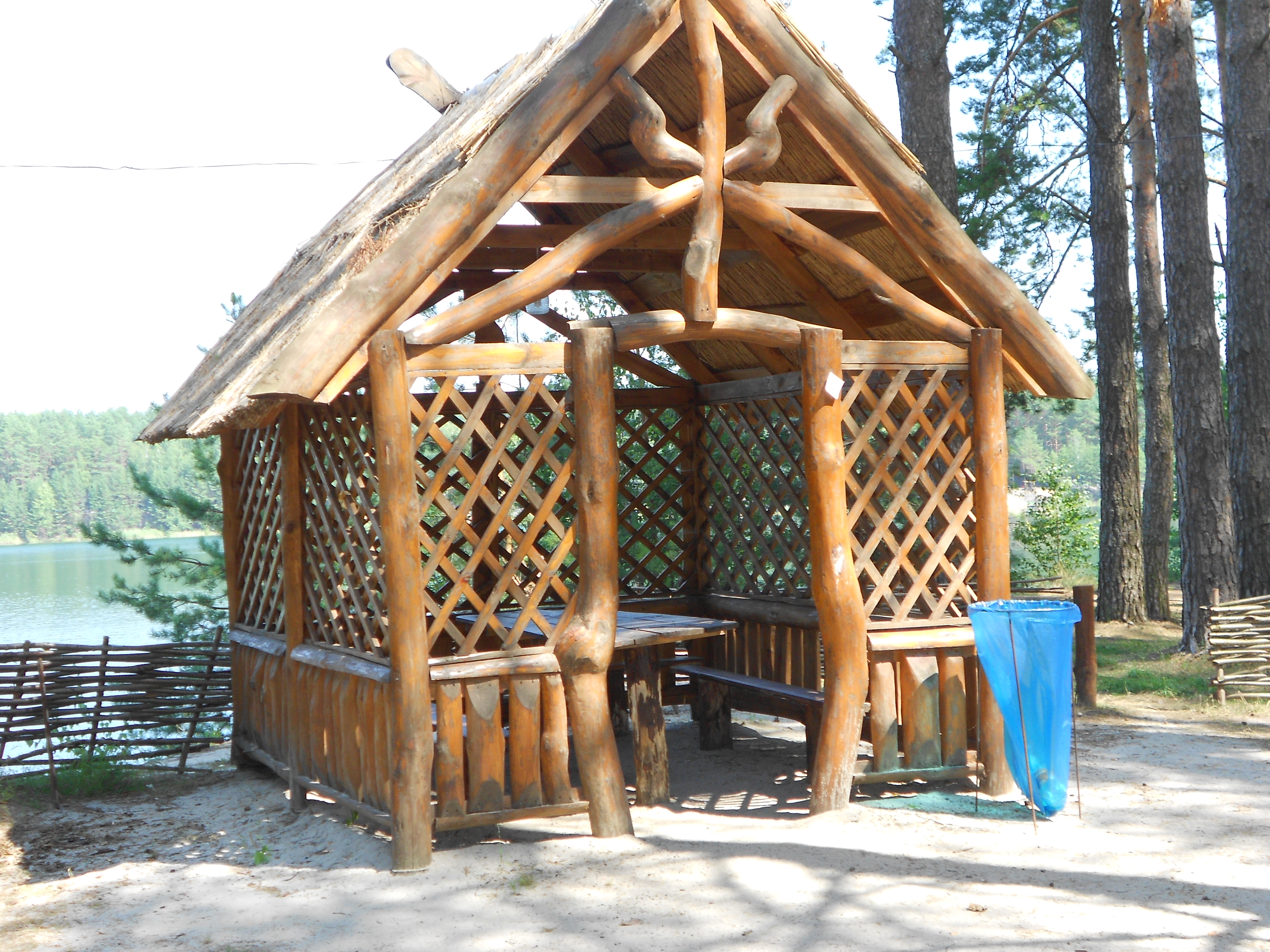
альтанка біля кафе